# Jean-Baptiste Carpentier (universitaire)
 (mars 2024).
Pour les articles homonymes, voir Jean-Baptiste Carpentier et Carpentier.
Jean-Baptiste Carpentier, né le 13 mai 1947, est un enseignant-chercheur spécialisé dans la communication et haut fonctionnaire français. Il dirige le CELSA, avant de devenir recteur de l'académie de Caen puis de Rennes.

## Carrière
Fils de chauffeur routier et petit-fils d'agriculteur, né dans la ferme familiale de Ligny-en-Cambrésis dans le Nord, Jean-Baptiste Carpentier est un enfant précoce, titulaire du baccalauréat à 14 ans (mention « très bien »), reçu à 15 ans à l'École normale d'instituteurs de Douai (Nord) dont il sort major, élève de l'École normale supérieure (ENS) de Saint-Cloud (1967-1972), agrégé de lettres modernes (1971), étudiant à SciencesPo, un DEA, un doctorat de 3e cycle et un doctorat d'État (1981).
Jean-Baptiste Carpentier entre au cabinet de Joseph Fontanet, ministre du Travail (1969-1972) puis de l'Éducation nationale (1972-1974) sous la présidence de Georges Pompidou. Il participe à la création d'une nouvelle filière universitaire, les Sciences de l'information et de la communication[source secondaire souhaitée].
En 1976, il s'oriente vers l'enseignement supérieur et devient assistant à l'Université de Valenciennes et devient maitre-assistant[source secondaire souhaitée]. Vice-président de l'Université de Valenciennes (1984-1998), il est directeur adjoint de l'Institut des sciences et techniques de l'université (1985-1989). Élu professeur des universités à la Sorbonne, il prend en 1989 la direction adjointe du CELSA puis sa direction jusqu'en 2004.
En 2004, il est nommé recteur d'académie à Caen, puis à Rennes en 2006[source secondaire souhaitée]. En 2008, il entre au cabinet du Premier ministre François Fillon, chargé de l'éducation, l'enseignement supérieur et la recherche. En 2010, il est nommé conseiller-maître en service extraordinaire à la Cour des comptes[source secondaire souhaitée].  
Jean-Baptiste Carpentier exerce une mission d'expertise auprès du ministère de l'Éducation nationale en 1988 sur l'enseignement audiovisuel en France, du CAP au titre d'ingénieur, ainsi qu'en 1992 et 1993 auprès du Comité national d’évaluation de la recherche (CNE)[source secondaire nécessaire]. Il préside en 1993 la 71e section (Sciences de l'information et de la communication) du Conseil national des universités.  

## Publications
- Jean-Baptiste Carpentier, « Formations à l’information et à la communication : le deuxième souffle », Communication et organisation, no 14,‎ 1er novembre 1998 (ISSN 1168-5549, DOI 10.4000/communicationorganisation.2070, lire en ligne)
- Jean-Baptiste Carpentier, « L’image fixe dans la communication politique », Humanisme et entreprise,‎ 1981, p. 29

## Distinctions
- Chevalier de la Légion d'honneur[5]
- Officier de l'ordre national du Mérite[6]
- Commandeur de l'ordre des Palmes académiques[5]